# Церковь Святейшего Сердца Иисуса (Слупск)
Церковь Святейшего Сердца Иисуса (пол. Kościół Najświętszego Serca Jezusowego) — действующая католическая церковь, архитектурный памятник, находящийся в городе Слупск, Польша. В 1989 году церковь была внесена в реестр охраняемых памятников Поморского воеводства.

## История
Первоначально на месте, где находится современный храм Святейшего Сердца Иисуса, находилась церковь святого Петра. Первый храм, являвшийся старейшим культовым зданием Слупска, был построен на месте языческого капища. При строительстве церкви святого Петра была обнаружена плита с изображением языческого бога.
Современная церковь в готическом стиле была построена в середине XIII века на месте старого храма святого Петра. Впервые церковь Святейшего Сердца Иисуса упоминается в 1281 году в документе, который написал князь Гданьска Мсьчивой II. Во время Реформации церковь перешла местной лютеранской общине. После Второй Мировой войны храм был передан католической общине.

## Источник
- Wiesław Stachlewski, aktualizacja tekstu: Czesław Lejnik, konsultacja: Zdzisław Machura, wyd. ARW Lenart Słupsk, «Słupski przewodnik turystyczny», OTiPM Słupsk 2000